# توماس جوهانسون
توماس جوهانسون (بالفنلندية: Thomas Johanson)‏ هو ربان ‏ فنلندي، ولد في 3 يونيو 1969 في هلسنكي في فنلندا.

## وصلات خارجية
- توماس جوهانسون على موقع الاتحاد الدولي للملاحة الشراعية (موقع جديد) (الإنجليزية)
- توماس جوهانسون على موقع الاتحاد الدولي للملاحة الشراعية (موقع قديم) (الإنجليزية)
- توماس جوهانسون على موقع اللجنة الأولمبية الدولية (الإنجليزية)
- توماس جوهانسون على موقع أوليمبيديا (الإنجليزية)